# Eje de viga

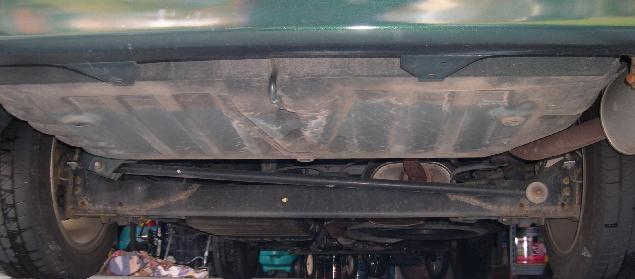
Eje de viga con suspensión Panhard en un Mazda MPV de 2002

Un eje de viga, eje rígido o eje sólido es un diseño de suspensión dependiente, en el que un juego de ruedas está conectado lateralmente por una sola viga o eje. Los ejes de viga se usaron comúnmente en las ruedas traseras de los vehículos, pero históricamente también se han usado como ejes delanteros en vehículos con tracción trasera. En la mayoría de los automóviles, han sido reemplazados por sistemas de suspensión independiente delanteros y traseros.

## Funcionamiento

Características de una suspensión de eje de viga: cambio de inclinación en los baches, rebote vertical nulo, y gran peso no suspendido

Con un eje de viga, el ángulo de caída entre las ruedas es siempre el mismo, sin importar dónde se encuentre en el recorrido de la suspensión.
La ubicación longitudinal de un eje de viga está limitada por: brazos de arrastre, brazos de semirremolque, tirantes de reacción o suspensión de ballesta. La ubicación lateral puede estar limitada por una suspensión Panhard, un mecanismo de Scott Russell o un mecanismo de Watt, o bien por alguna otra disposición, más comúnmente por ballestas. Amortiguadores y ballestas, muelles helicoidales o suspensión neumática se utilizan para controlar el movimiento vertical.
El eje de torsión tiene un diseño de suspensión similar, pero el eje de su viga puede girar, por lo que funciona como una barra estabilizadora para controlar el movimiento de balanceo de la carrocería y se considera un diseño de suspensión semiindependiente.

## Eje vivo y eje muerto

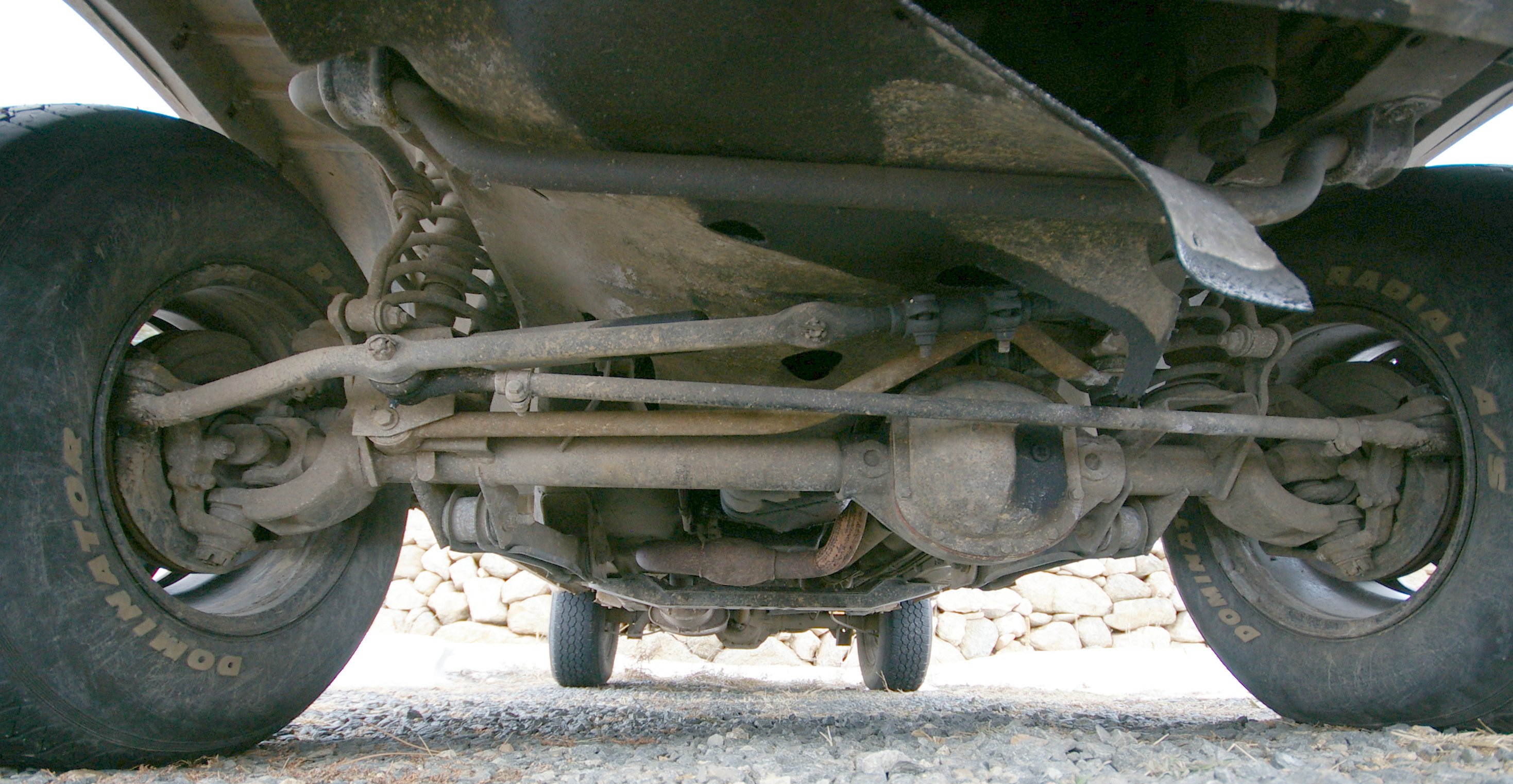
Eje vivo en un Jeep. Esta es la suspensión delantera, con resortes helicoidales

Un eje vivo es un tipo de eje de viga en el que el eje (comúnmente, los ejes conectados para moverse como una sola unidad) también transmite potencia a las ruedas. Un eje de viga que no transmite potencia a veces se denomina eje muerto. Aunque se utiliza normalmente en vehículos con transmisión Hotchkiss, este sistema de suspensión también se puede utilizar con otros tipos de transmisión de potencia.

## Ventajas
- Un eje de viga es típicamente de diseño simple, resistente y económico de fabricar.
  - Solo se necesita un cardán o junta homocinética en cada rueda motriz direccional y no se necesita ninguno en las ruedas no direccionales; esto reduce los requisitos de mantenimiento y los costos de fabricación en comparación con las suspensiones independientes, que generalmente requieren dos juntas de este tipo en cada rueda motriz.
- Un eje de viga ahorra espacio, una ventaja importante para las aplicaciones de vehículos todoterreno, ya que proporciona mejor capacidad de circular por terrenos irregulares y una mayor durabilidad en un entorno muy exigente.
- El ángulo de caída está rígidamente fijado por la geometría del eje; para un eje vivo, la convergencia también suele ser fija.
  - A medida que la carrocería del vehículo rueda durante las curvas pronunciadas, la inclinación constante produce un comportamiento predecible, al menos en superficies lisas.
  - Geometría de la suspensión simplificada.
  - Las características de tracción, frenado y desgaste de los neumáticos no cambian a medida que se comprime la suspensión. Estos son grandes beneficios en un vehículo que transporta cargas pesadas, y junto con la resistencia característica del eje de viga, ha dado como resultado que sean casi universales en autobuses y camiones pesados tanto en la parte delantera como en la trasera. La mayoría de los modelos de pickup, utilitarios deportivos y furgonetas de servicio ligero y mediano también utilizan ejes de viga, al menos en la parte trasera.[4]

## Desventajas
- Un eje de viga no permite que cada rueda se mueva de forma independiente en respuesta a superficies irregulares, y el manejo suele ser peor que los diseños de suspensión más sofisticados.
  - En las curvas, la rueda exterior a menudo está sujeta a ángulos de inclinación adversos cuando la rueda interior golpea un bache, lo que puede reducir repentinamente el agarre en las curvas y desestabilizar el vehículo.
  - El ángulo de comba no puede cambiar durante el balanceo de la carrocería, y el centro de balanceo geométrico de la suspensión siempre coincide con el punto medio del eje físico, lo que limita las opciones de ajuste de la suspensión. Además, el centro de balanceo se mueve reaccionando según las irregularidades de la carretera.
  - La convergencia generalmente se fija en cero para un eje vivo, y el control dinámico de la convergencia es difícil introducir.
- La masa de la viga es parte de la masa no suspendida del vehículo, dañando la calidad de la marcha.
  - La necesidad de dispositivos de fijación lateral, como una barra Panhard o el varillaje de Watt, agrega más peso no suspendido y compensa parcialmente las ventajas del eje de la viga en cuanto a simplicidad, eficiencia de espacio y costo.
- En un vehículo con transmisión Hotchkiss convencional, todo el eje puede torcerse en sus soportes como reacción a las cargas de torsión; durante una aceleración brusca, esto puede reducir la tracción y provocar el salto de las ruedas o cambios repentinos y adversos en las condiciones de apoyo.
- La voluminosa carcasa del diferencial de un eje vivo Hotchkiss reduce la distancia al suelo, lo que dificulta la capacidad del vehículo para vadear barrizales profundos, salvar obstáculos y sortear carreteras con baches profundos.
  - La caja del diferencial solo se puede levantar utilizando ruedas y neumáticos más grandes, normalmente con una penalización en el peso no suspendido, la eficacia de frenado y los costos de adquisición. Además, pueden ser necesarias modificaciones en el vehículo para obtener el espacio libre adecuado para guardabarros o el bastidor.
- La suspensión del eje de viga delantero es inusualmente sensible a cualquier falta de concentricidad en el conjunto de la viga y las ruedas, lo que puede causar una oscilación de lado a lado ("vibración") de la dirección a ciertas velocidades (típicamente 40-50 mph). Esto se soluciona en algunos vehículos con amortiguadores de dirección, aunque la extracción y el montaje cuidadoso de las ruedas delanteras a menudo solucionan el problema.[4]